# Vasilivka (Pavlivka)
Vasílivka (en ucraniano: Василівка, romanizado: Vasylivka) es un pueblo ucraniano perteneciente al óblast de Odesa. Situado en el suroeste del país, es parte del raión de Bolgrado y del municipio (hromada) de Pavlivka.

## Toponimia
El nombre oficial del pueblo es Vasílivka, pero su historia es muy diversa y tiene numerosas comunidades étnicas, por lo que recibe otros nombres (en búlgaro: Василивка; en ruso: Василевка, romanizado: Vasilievka; en rumano: Vasile Stroescu).

## Geografía
El río Formoshika atraviesa el pueblo de Vasílivka.

## Historia
El pueblo estaba habitado por alemanes de Besarabia. En 1945, por decreto de la RSS de Ucrania, el pueblo de Vasil-Stroesku pasó a llamarse Vasílivka.

## Demografía
La evolución de la población de Vasílivka entre 1989 y 2001 fue la siguiente:
| 558                                                           | 533 |
| (Fuente: Cities & Towns of Ukraine y UKRAINE: Größere Städte) |     |

Según el censo de 2001, la lengua materna de la mayoría de los habitantes, el 66,04%, es el búlgaro; del 13,13%, el ruso; del 8,63% es el gagaúzo; el ucraniano del 7,88%; y del rumano, 3,94%.